# Charles Fullerton
Charles Gordon Fullerton (11. října 1936 Rochesteru, New York, USA – 21. srpna 2013 Lancaster, Kalifornie, USA) byl americký vojenský letec a astronaut, účastník programu MOL a letů raketoplánů Space Shuttle.

## Život

### Mládí a výcvik
Po základní a střední škole následovalo studium vysokoškolské. Na kalifornském technologickém institutu (California Institute of Technology) dokončil studium v roce 1967 s diplomem strojního inženýra. Poté absolvoval letecký výcvik na základně Edwards (USAF, Aerospace Research Pilot School, Edwards AFB). V roce 1966 byl vybrán pro program MOL a v roce 1969 se dostal do sedmé skupiny amerických astronautů při NASA. V té době už byl podplukovník amerického vojenského letectva Charles Fullerton ženatý (manželka Marie Jeannete) a měl dvě děti, dceru Molly a syna Andrewa.

### Lety do vesmíru
Jako 106. člověk odstartoval plukovník USAF Fullerton do vesmíru na palubě raketoplánu Columbia na jaře roku 1983. Byl to třetí zkušební let STS-3 se startem na mysu Canaveral. Na programu byly testy manipulátoru RMS (Remote Manipulator System). Velitelem lodě byl astronaut Jack Lousma, letěli jen dva.
Podruhé letěl v raketoplánu Challenger o 3,5 roku později již jako velitel letu. V sedmičlenné posádce kromě něj byli plukovník Roy Bridges, dr. Karl Henize, dr. Franklin Musgrave, dr. Anthony England, dr. Loren Acton a dr. John-David Bartoe. Během letu vypustili a později zas zachytili malou družici PDP. Hlavním a také splněným cílem bylo vynést další část laboratoře Spacelab.
Ve vesmíru strávil během svých dvou letů 15 dní.
- STS-3 Columbia (22. března 1982 – 30. března 1982)
- STS-51-F Challenger (29. července 1985 – 6. srpna 1985)

### Po skončení letů
Zůstal v různých řídících funkcích u NASA až do roku 2007 a to jak v Houstonu, tak na Edwardsově základně.